# Laura Spelman Rockefeller

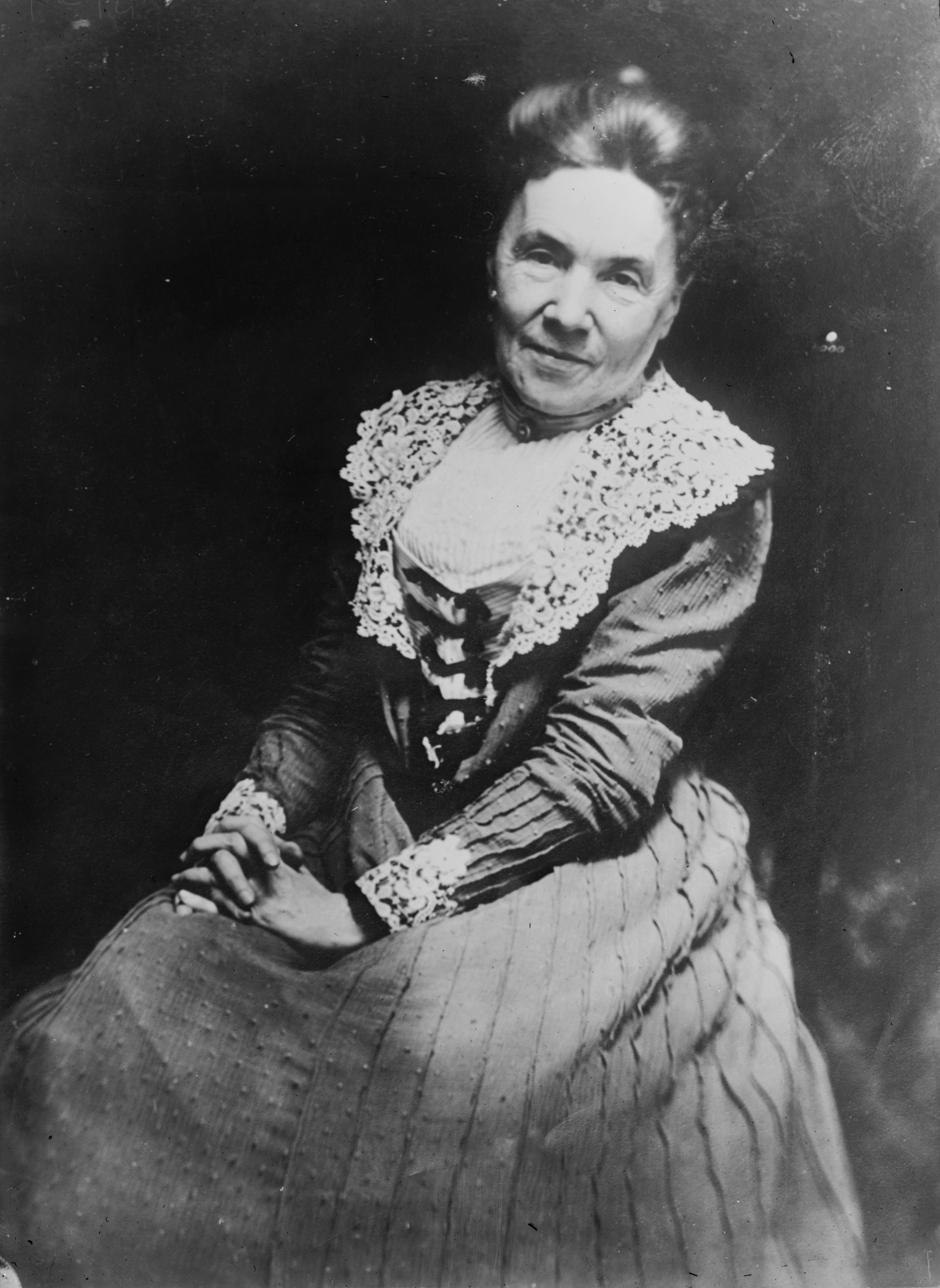
Laura Spelman Rockefeller

Laura Spelman Rockefeller (Wadsworth (Ohio), 9 september 1839 - Pocantico Hills, 12 maart 1915) was een Amerikaanse filantrope en vrouw van zakenman John D. Rockefeller.

## Biografie
Spelman werd geboren uit Duits-Amerikaanse ouders in 1839. In 1864 huwde ze met John D. Rockefeller. Ze kregen vijf kinderen, vier dochters en een zoon, John D. Rockefeller jr.
Spelman overleed in 1915 in haar buitenverblijf op 75-jarige leeftijd. Haar man overleefde haar 22 jaar.